# مارتشين فاشيليفسكي

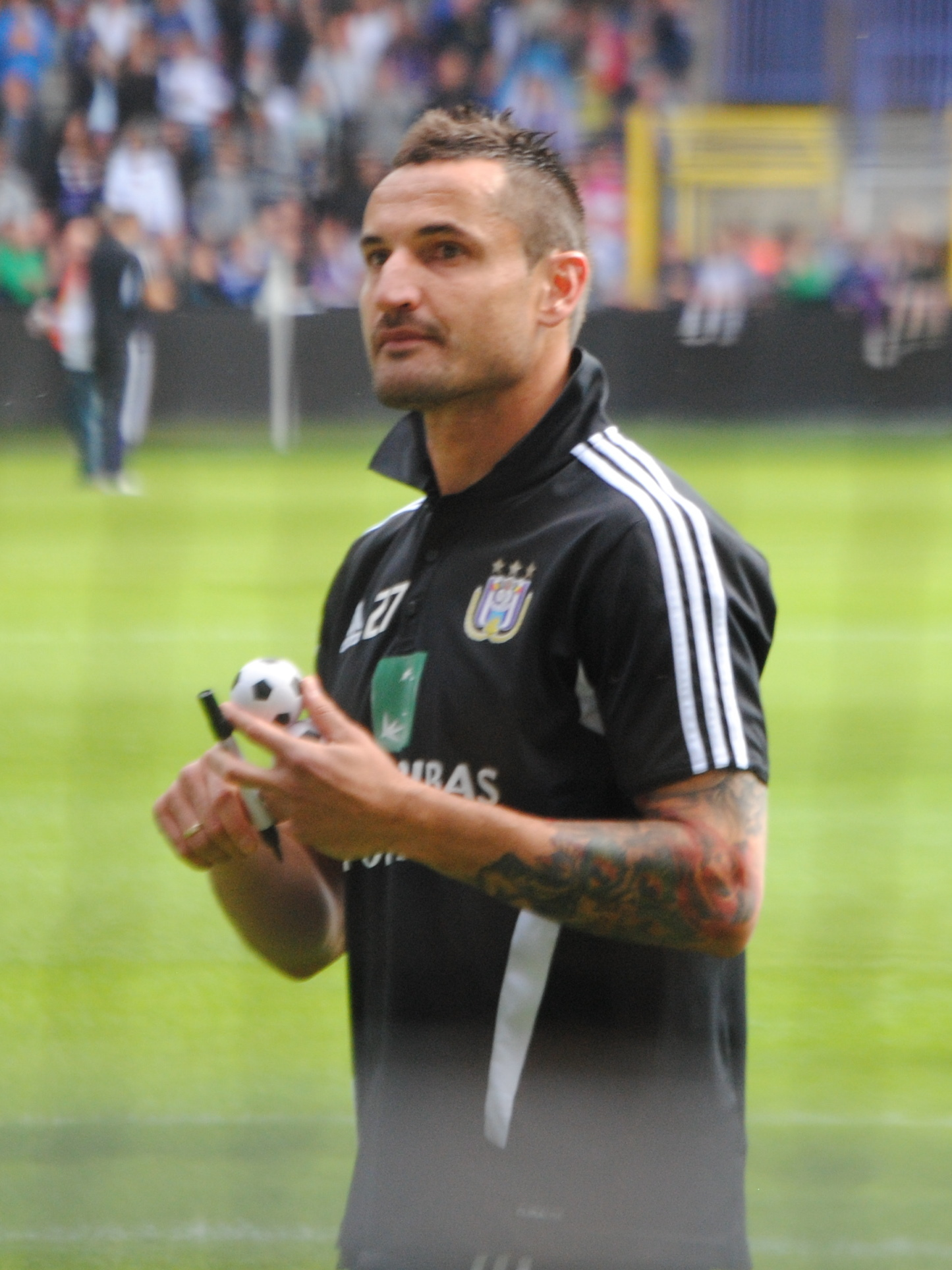
مارسين واسيلويسكي

مارسين واسيلويسكي (Marcin Wasilewski) ، من مواليد 9 يونيو 1980 في كراكوف في بولندا ، لاعب كرة قدم بولندي.
يلعب مع نادي آندرلخت البلجيكي منذ عام 2007.
بدأ باللعب مع منتخب بولندا لكرة القدم في عام 2002.

## وصلات خارجية
- مارتشين فاشيليفسكي على موقع الاتحاد الدولي (مؤرشف)  (الإنجليزية)
- مارتشين فاشيليفسكي على موقع الاتحاد الأوربي (الإنجليزية)
- مارتشين فاشيليفسكي على موقع قاعدة بيانات كرة القدم.إي يو (الإنجليزية)
- مارتشين فاشيليفسكي على موقع ليكيب (الفرنسية)
- مارتشين فاشيليفسكي على موقع ناشيونال فوتبول تيمز (الإنجليزية)
- مارتشين فاشيليفسكي على موقع Soccerbase.com (لاعب) (الإنجليزية)
- مارتشين فاشيليفسكي على موقع Soccerway.com (الإنجليزية)
- مارتشين فاشيليفسكي على موقع عالم كرة القدم.نت (الإنجليزية)
- مارتشين فاشيليفسكي على موقع كووورة
- مارتشين فاشيليفسكي على موقع AS.com (الإسبانية)
- معلومات عن الاعب. (بالبولندية)
- معلومات أخرى. (بالألمانية)